# Gebietsreform in Nordrhein-Westfalen
Die kommunale Gebietsreform in Nordrhein-Westfalen wurde in zwei großen Phasen ab dem Jahr 1966 durchgeführt und fand ihren weitgehenden Abschluss am 1. Januar 1975, als die sechs letzten umfangreichen Gesetze zur Gebietsreform in den Ballungsräumen des Landes in Kraft traten. Die Ämter wurden als Institution vollständig abgeschafft, und die Amtsordnung von 1953, die deren innere Organisation regelte, wurde mit Wirkung vom 1. Januar 1975 aufgehoben. Im Jahr 1976 kam es noch zu abschließenden Korrekturen.

## Ausgangslage
Wie in allen anderen Bundesländern der Bundesrepublik mit Ausnahme der Stadtstaaten setzte sich auch in Nordrhein-Westfalen in den 1960er-Jahren die Erkenntnis durch, dass überkommene Gemeindestrukturen, die im Wesentlichen auf das 19. Jahrhundert zurückgingen und noch einmal in den späten 1920er Jahren mit den Gesetzen von 1926, 1928 und letztmals 1929 eine größere Reform erfahren hatten, nicht mehr zeitgemäß waren. Größere, den Zielen der Raumordnung angepasste Strukturen mussten geschaffen werden.
Vor Beginn der Reform bestanden in Nordrhein-Westfalen sechs Regierungsbezirke mit 38 kreisfreien Städten und 57 Landkreisen; zu diesen gehörten 294 Ämter mit 1877 amtsangehörigen Gemeinden sowie 450 amtsfreie kreisangehörige Gemeinden. Nach dem Abschluss der Gebietsreform verblieben am 1. Januar 1975 fünf Regierungsbezirke mit 23 kreisfreien Städten und 31 Landkreisen.

## Erstes Neugliederungsprogramm (1966 bis 1969)
Den Anfang auf der Gemeindeebene machte das Gesetz über den Zusammenschluß der Gemeinden Bergkamen, Heil, Oberaden, Rünthe und Weddinghofen, Landkreis Unna. Es wurde am 2. November 1965 verkündet und gliederte fünf Gemeinden des Landkreises Unna neu. Es trat am 1. Januar 1966 in Kraft.
Als Startschuss für die Gebietsreform auf der Ebene der Landkreise und kreisfreien Städte ist das Gesetz zur Neugliederung des Landkreises Siegen vom 26. April 1966 anzusehen. Durch dieses Gesetz wurden die Stadt Siegen um sechs Gemeinden der Ämter Weidenau und Netphen erweitert und weitere Gemeinden des Landkreises Siegen zu den beiden Städten Hüttental (mit der ehemaligen Stadt Weidenau) und Eiserfeld zusammengeschlossen. Die Stadt Siegen verlor ihre Kreisfreiheit, erhielt aber einen Sonderstatus nach dem Beispiel des niedersächsischen Göttingen und behielt damit etliche Rechte einer kreisfreien Stadt. Nachdem bei den weiteren Neugliederungsmaßnahmen die eingekreisten Städte keinen Sonderstatus erhielten, verlor Siegen diesen anlässlich der Neugliederung am 1. Januar 1975.
In den folgenden Jahren fanden weitgehend auf freiwilliger Basis Zusammenschlüsse von Gemeinden statt, die entsprechend den Bestimmungen der Gemeindeordnung für das Land Nordrhein-Westfalen der Bestätigung durch ein Landesgesetz bedurften. Einige dieser Änderungen wurden als Einzelmaßnahmen beschlossen. Der überwiegende Teil wurde jedoch kreisweise in Gesetzen zusammengefasst:
- Gesetz zur Neugliederung des Landkreises Unna vom 19. Dezember 1967[6]
  - Durch dieses Gesetz wurden aus 61 Gemeinden des Landkreises Unna neun amtsfreie Gemeinden im Landkreis Unna gebildet, darunter die Städte Bergkamen, Fröndenberg, Kamen und Unna, die kreisfreie Stadt Hamm um drei Gemeinden und die kreisfreie Stadt Lünen um die Gemeinde Niederaden vergrößert.
- Gesetz zur Neugliederung des Landkreises Lemgo vom 5. November 1968[7]
  - Durch dieses Gesetz wurden 73 Gemeinden des Landkreises Lemgo zu acht neuen amtsfreien Gemeinden, darunter die Städte Bad Salzuflen, Barntrup, Lemgo und Oerlinghausen, zusammengeschlossen.
- Zweites Gesetz zur Neugliederung des Landkreises Siegen vom 5. November 1968[8]
  - Durch dieses Gesetz wurden 95 Gemeinden des Landkreises Siegen zu neun teilweise neuen amtsfreien Gemeinden, darunter die Städte Freudenberg, Hilchenbach, Hüttental, Kreuztal und Siegen zusammengeschlossen. Die Stadt Eiserfeld erfuhr keine Grenzänderung.
- Gesetz zur Neugliederung des Landkreises Herford und der kreisfreien Stadt Herford vom 12. Dezember 1968[9]
- Gesetz zur Neugliederung des Landkreises Altena und der kreisfreien Stadt Lüdenscheid vom 18. Dezember 1968[10]
- Gesetz zur Neugliederung des Landkreises Geldern vom 11. März 1969[11]
- Gesetz zur Neugliederung des Landkreises Kleve vom 11. März 1969[12]
- Gesetz zur Neugliederung des Oberbergischen Kreises vom 2. Juni 1969[13]
- Gesetz zur kommunalen Neugliederung des Raumes Bonn vom 10. Juni 1969[14]
- Gesetz zur Neugliederung des Landkreises Euskirchen vom 10. Juni 1969[15]
  - Durch dieses Gesetz wurden 70 Gemeinden des Landkreises Euskirchen, zwei Gemeinden des Landkreises Schleiden und eine Gemeinde des Landkreises Düren zu sechs neuen amtsfreien Gemeinden, darunter die Städte Bad Münstereifel, Erftstadt, Euskirchen und Zülpich, zusammengeschlossen.
- Gesetz zur Neugliederung von Gemeinden des Landkreises Brilon vom 18. Juni 1969[16]
- Gesetz zur Neugliederung des Landkreises Olpe vom 18. Juni 1969[17]
  - Durch dieses Gesetz wurden 20 Gemeinden des Landkreises Olpe und drei Gemeinden des Landkreises Meschede zu sieben neuen amtsfreien Gemeinden, darunter die Städte Attendorn, Drolshagen, Lennestadt und Olpe, im Landkreis Olpe zusammengeschlossen.
- Gesetz zur Neugliederung des Landkreises Soest und von Teilen des Landkreises Beckum vom 24. Juni 1969[18]
- Gesetz zur Neugliederung von Gemeinden des Landkreises Ahaus vom 24. Juni 1969[19]
  - Durch dieses Gesetz wurden acht Gemeinden des Landkreises Ahaus zu vier neuen amtsfreien Gemeinden, darunter die Stadt Vreden, zusammengeschlossen, drei weitere Gemeinden in die Städte Ahaus und Stadtlohn eingegliedert und vier Ämter aufgelöst.
- Gesetz zur Neugliederung von Gemeinden des Landkreises Borken vom 24. Juni 1969[20]
- Gesetz zur Neugliederung von Gemeinden des Landkreises Coesfeld vom 24. Juni 1969[21]
- Gesetz zur Neugliederung von Gemeinden des Landkreises Lüdinghausen vom 24. Juni 1969[22]
- Gesetz zur Neugliederung von Gemeinden des Landkreises Steinfurt vom 24. Juni 1969[23]
- Gesetz zur Neugliederung von Gemeinden des Landkreises Warendorf vom 24. Juni 1969[24]
- Gesetz zur Neugliederung von Gemeinden des Landkreises Düren vom 24. Juni 1969[25]
- Gesetz zur Neugliederung von Gemeinden des Landkreises Jülich vom 24. Juni 1969[26]
- Gesetz zur Neugliederung von Gemeinden des Landkreises Schleiden vom 24. Juni 1969[27]
- Gesetz zur Neugliederung von Gemeinden des Selfkantkreises Geilenkirchen-Heinsberg vom 24. Juni 1969[28]
- Gesetz zur Neugliederung von Gemeinden des Landkreises Halle vom 24. Juni 1969[29]
- Gesetz zur Neugliederung von Gemeinden des Landkreises Grevenbroich vom 24. Juni 1969[30]
- Gesetz zur Neugliederung von Gemeinden des Landkreises Moers vom 24. Juni 1969[31]
- Gesetz zur Neugliederung von Gemeinden des Landkreises Rees vom 24. Juni 1969[32]
- Gesetz zur Neugliederung des Kreises Detmold vom 2. Dezember 1969[33]
  - Durch dieses Gesetz wurden 90 Gemeinden des Kreises Detmold, zwei Gemeinden des Kreises Lemgo und drei Gemeinden des Kreises Höxter zu sechs neuen amtsfreien Städten und zur amtsfreien Gemeinde Schlangen zusammengefasst, die Gemeinde Augustdorf erweitert und zwei Gemeinden des Kreises Detmold in die Stadt Lemgo (Kreis Lemgo) eingegliedert.
- Gesetz zur Neugliederung des Kreises Höxter vom 2. Dezember 1969[34]
- Gesetz zur Neugliederung des Kreises Wiedenbrück und von Teilen des Kreises Bielefeld vom 4. Dezember 1969[35]
- Gesetz zur Neugliederung des Ennepe-Ruhr-Kreises vom 16. Dezember 1969[36]
- Gesetz zur Neugliederung des Kreises Kempen-Krefeld und der kreisfreien Stadt Viersen vom 18. Dezember 1969[37]
  - Durch dieses Gesetz wurden aus 32 Gemeinden des Kreises Kempen-Krefeld, der kreisfreien Stadt Viersen und der Gemeinde Büderich im Kreis Grevenbroich acht neue Gemeinden, darunter die Städte Kempen, Nettetal, Viersen und Willich im Kreis Kempen-Krefeld und die Stadt Meerbusch im Kreis Grevenbroich gebildet.

Am Ende dieser 1. Phase – unter Einschluss der Neugliederung des Raumes Bonn, die noch im Jahr 1969 stattfand, aber nach der Konzeption schon dem 2. Neugliederungsprogramm zuzurechnen ist – hatte sich die Zahl der kreisfreien Städte um vier (Herford, Lüdenscheid, Viersen und Siegen), die der Kreise um einen (Kreis Bonn) reduziert; die Zahl der kreisangehörigen Gemeinden war von 2327 auf 1243 zurückgegangen, die der amtsangehörigen von 1877 auf 864, die der amtsfreien von 450 auf 379 und die Zahl der Ämter von 294 auf 149.

## Zweites Neugliederungsprogramm (1969 bis 1974)
In der zweiten Phase der Reform wurden – teilweise auch gegen erbitterten Widerstand der betroffenen Gemeinden und Kreise – vor allem in den Ballungsräumen die Grenzen neu gezogen. Nach einem Beginn in den peripheren Ballungsräumen Bonn, Aachen und Bielefeld fand diese Phase ihren Abschluss im Jahr 1974 in den übrigen Landesteilen.

### Bonn-Gesetz
Als erste Maßnahme der zweiten Phase wurde mit dem Gesetz zur kommunalen Neugliederung des Raumes Bonn vom 10. Juni 1969 der Ballungsraum Bonn neu strukturiert. Dieser Bereich entspricht heute der kreisfreien Stadt Bonn und dem Rhein-Sieg-Kreis. Das Gesetz sollte zunächst am 1. Juli 1969 in Kraft treten, wurde jedoch vom Verfassungsgerichtshof für einen Monat ausgesetzt und wurde damit erst am 1. August 1969 wirksam.
Die Stadt Bonn wurde mit den Städten Beuel (ohne Flugplatz Hangelar) und Bad Godesberg sowie sechs Gemeinden des Amtes Duisdorf – Buschdorf, Duisdorf, Ippendorf, Lengsdorf, Lessenich und Röttgen – sowie den Gemeinden Holzlar (bis auf einige Grundstücke, die nach Sankt Augustin kamen) und Oberkassel (ohne einige Grundstücke, die nach Königswinter kamen) zusammengeschlossen. Zusätzlich wurde der Ortsteil Hoholz der Gemeinde Stieldorf eingegliedert.
Die Gemeinden Alfter, Bad Honnef (Stadt), Bornheim (Stadt seit dem 1. Januar 1981), Hennef (Sieg) (Stadt seit dem 1. Januar 1981), Königswinter (Stadt), Lohmar (Stadt seit 1991), Meckenheim (Stadt), Neunkirchen-Seelscheid, Niederkassel (Stadt seit dem 1. Januar 1981), Rheinbach (Stadt), Ruppichteroth, Sankt Augustin (Stadt seit dem 6. September 1977), Swisttal, Troisdorf (Stadt), Wachtberg und Windeck wurden durch Fusion verschiedener Gemeinden neu gebildet, die Stadt Siegburg und die Gemeinde Eitorf erweitert.
Auf Kreisebene wurde der Landkreis Bonn aufgelöst und die in seinem Gebiet neu gebildeten Gemeinden Alfter, Bornheim, Meckenheim, Rheinbach, Swisttal und Wachtberg in den Siegkreis eingegliedert, der gleichzeitig in Rhein-Sieg-Kreis umbenannt wurde.

### Aachen-Gesetz
Als nächste Neugliederungsmaßnahme beschloss der Landtag das Gesetz zur Neugliederung der Gemeinden und Kreise des Neugliederungsraumes Aachen (Aachen-Gesetz) vom 14. Dezember 1971. Durch dieses Gesetz wurde das Gebiet des damaligen Regierungsbezirks Aachen sowie des Kreises Euskirchen neu gegliedert. Es trat am 1. Januar 1972 in Kraft.
Die kreisfreie Stadt Aachen wurde um die Gemeinden Brand, Eilendorf, Haaren, Kornelimünster, Laurensberg, Richterich und Walheim erweitert. Grenzberichtigungen gab es gegen Herzogenrath, Würselen und Stolberg.
Die Gemeinden Aldenhoven, Alsdorf (Stadt), Baesweiler (Stadt seit dem 14. Januar 1975), Erkelenz (Stadt), Geilenkirchen (Stadt), Heinsberg (Stadt), Herzogenrath (Stadt), Hückelhoven (Stadt), Inden, Langerwehe, Mechernich (Stadt seit dem 23. Juli 1975), Monschau (Stadt), Nideggen (Stadt), Niederkrüchten, Niederzier, Schleiden (Stadt), Simmerath, Titz, Vettweiß, Waldfeucht und Wassenberg (Stadt seit dem 5. Juni 1973) wurden durch Fusion verschiedener Gemeinden neu gebildet, die Städte Düren, Eschweiler, Jülich, Stolberg (Rhld.), Würselen und Zülpich sowie die Gemeinden Hürtgenwald, Kreuzau, Linnich und Wegberg wurden durch Eingliederung benachbarter Gemeinden erweitert. Darüber hinaus gab es verschiedene Grenzberichtigungen.
Auf Kreisebene wurden – ungeachtet einiger Grenzänderungen – die Kreise Aachen und Monschau zum neuen Kreis Aachen, die Kreise Erkelenz und Selfkantkreis Geilenkirchen-Heinsberg zum neuen Kreis Heinsberg, die Kreise Düren und Jülich zum neuen Kreis Düren und schließlich die Kreise Euskirchen und Schleiden zum neuen Kreis Euskirchen zusammengelegt.
Da der Kreis Euskirchen bislang dem Regierungsbezirk Köln, der Kreis Schleiden aber dem Regierungsbezirk Aachen angehört hatte, mussten die Regierungsbezirke an die Zusammenlegung angepasst werden. Durch Verordnung wurden die Stadt  Aachen und die Kreise Aachen, Düren und Heinsberg dem Regierungsbezirk Aachen, der neue Kreis Euskirchen dem Regierungsbezirk Köln zugeordnet. Diese Maßnahme war nur kurzzeitig wirksam. Mit Wirkung vom 1. August 1972 wurden die beiden Regierungsbezirke Aachen und Köln zu einem Regierungsbezirk mit Sitz in Köln vereinigt.
Am 4. August 1972 entschied der Verfassungsgerichtshof für das Land Nordrhein-Westfalen, dass die Eingliederung der Stadt Heimbach in die Stadt Nideggen und einiger Grundstücke in die Gemeinde Simmerath verfassungswidrig und nichtig war, während die Eingliederung einiger Fluren in die Stadt Schleiden gebilligt wurde. Die Gemeinde  Heimbach wurde damit wieder selbständige Gemeinde  im Kreis Düren.

### Bielefeld-Gesetz
Durch das Gesetz zur Neugliederung der Gemeinden und Kreise des Neugliederungsraumes Bielefeld vom 24. Oktober 1972 wurde der Norden des Regierungsbezirks Detmold neu gegliedert. Das Gesetz trat am 1. Januar 1973 in Kraft.
Die kreisfreie Stadt Bielefeld wurde mit den kreisangehörigen Städten Brackwede und Sennestadt und 20 weiteren Gemeinden zu einer neuen kreisfreien Stadt Bielefeld zusammengeschlossen. Hierdurch wurde nahezu der gesamte bisherige Kreis Bielefeld in diese Stadt eingegliedert.
Weiterhin wurden durch Fusion verschiedener Gemeinden – meistens unter Vornahme weiterer Grenzberichtigungen – die Städte Bad Oeynhausen, Espelkamp, Halle (Westf.), Harsewinkel, Lübbecke, Petershagen, Porta Westfalica, Preußisch Oldendorf, Rahden, Versmold und Werther (Westf.) sowie die Gemeinden Hille, Hüllhorst,  Steinhagen und Stemwede neugebildet. Die Städte Borgholzhausen, Gütersloh, Minden und Vlotho wurden um Gebiete angrenzender Gemeinden erweitert.
Auf Kreisebene wurde der Kreis Bielefeld aufgelöst. Als Nachfolger der aufgelösten Kreise Halle (Westf.) und Wiedenbrück wurde der Kreis Gütersloh eingerichtet. Die Kreise Lübbecke und Minden fusionierten zum neuen Kreis Minden-Lübbecke. Die lippischen Kreise Detmold und Lemgo wurden zum neuen Kreis Lippe zusammengeschlossen.

### Ruhrgebiet-Gesetz
Am 8. Mai 1974 beschloss der Landtag drei weitere Großgesetze, die jeweils am 9. Juli 1974 ausgefertigt und kurz darauf verkündet wurden. Sie traten mit den drei weiteren im Laufe des Jahres beschlossenen Gesetzen am 1. Januar 1975 in Kraft.
1. Das Gesetz zur Neugliederung der Gemeinden und Kreise des Neugliederungsraumes Ruhrgebiet vom 9. Juli 1974[43] betraf die kreisfreien Städte des Ruhrgebietes sowie die Ruhrgebietskreise Ennepe-Ruhr-Kreis, Recklinghausen und Unna sowie einige angrenzende Gebiete.
2. Die Stadt Duisburg wurde mit den benachbarten Städten Homberg/Niederrhein, Rheinhausen (Kreis Moers) und Walsum (Kreis Dinslaken) und der Gemeinde Rumeln-Kaldenhausen zu einer neuen kreisfreien Stadt  Duisburg zusammengeschlossen. Darüber hinaus gab es Grenzberichtigungen zu den Nachbarstädten.
3. Die Stadt Moers konnte die im ersten Gesetzentwurf der Landesregierung[44] noch vorgesehene Eingliederung nach Duisburg verhindern und erreichte im Gesetzgebungsverfahren den Erhalt ihrer Selbständigkeit unter Zusammenschluss mit den Gemeinden Rheinkamp und Kapellen zu einer neuen kreisangehörigen Stadt Moers.

Die kreisfreien Städte Bochum und Wattenscheid wurden zu einer neuen kreisfreien Stadt Bochum zusammengeschlossen. Ebenso wurden die kreisfreien Städte Herne und Wanne-Eickel zu einer neuen kreisfreien Stadt Herne vereinigt.
Die kreisfreien Städte Bottrop und Gladbeck wurden zusammen mit der Gemeinde Kirchhellen zur neuen kreisfreien Stadt Bottrop vereinigt. Dieser Zusammenschluss, der in der Öffentlichkeit spöttisch als Glabotki bezeichnet wurde, blieb umstritten und war Gegenstand einer der wenigen erfolgreichen Verfassungsbeschwerden gegen eine Zwangsfusion. Durch Urteil des Verfassungsgerichtshofs für das Land Nordrhein-Westfalen vom 6. Dezember 1975 wurden diese Maßnahme für nichtig erklärt und die drei Gemeinden als formal wieder selbständig übergangsweise bis zum 30. Juni 1976 gemeinsam verwaltet.
Die Stadt Haltern und die Gemeinden Flaesheim, Kirchspiel Haltern, Hullern und Lippramsdorf wurden zu einer neuen Stadt Haltern vereinigt, der auch die Ortsteile Hamm und Bossendorf der aufgelösten Gemeinde Hamm eingegliedert wurde. Die Gemeinden Selm und Bork wurden zur neuen Gemeinde Selm (Stadt seit dem 27. September 1977) zusammengeschlossen. Die Städte Schwerte und Westhofen fusionierten mit den Gemeinden Geisecke, Villigst und Wandhofen zu einer neuen Stadt Schwerte.
Weiterhin wurden einige kleinere Gemeinden in Nachbarstädte eingegliedert. Hierbei handelt es sich um:
- Kettwig zu Essen,
- Teile von Holzen und Lichtendorf zu Dortmund,
- Henrichenburg zu Castrop-Rauxel,
- Rhade, Wulfen (mit Deuten), Lembeck und Altendorf-Ulfkotte (sowie Östrich, vormals Gahlen) zu Dorsten,
- Hamm (Ortsteile Herne und Sickingmühle) und Polsum zu Marl,
- Westerholt zu Herten,
- Ahsen und Horneburg zu Datteln,
- Altlünen zu Lünen,
- Stockum zu Werne an der Lippe,
- Herbede zu Witten.
- Mintard zu Mülheim an der Ruhr

Im Bereich der Kreise wurde ein neuer Kreis Unna gebildet. Der alte Kreis Unna wurde dabei um die südlichen Gemeinden des Kreises Lüdinghausen, die frühere kreisfreie Stadt Lünen und das Gebiet der Stadt Schwerte, das zuvor zum Kreis Iserlohn gehört hatte, erweitert.
Die bisher kreisfreien Städte Recklinghausen und Castrop-Rauxel wurden in den Kreis Recklinghausen eingegliedert, die bisher kreisfreie Stadt Witten in den Ennepe-Ruhr-Kreis.

### Niederrhein-Gesetz
Als zweites dieser Großgesetze wurde am 24. Juli 1974 das Gesetz zur Neugliederung der Gemeinden und Kreise des Neugliederungsraums Niederrhein vom 9. Juli 1974 verkündet. Kreisfreie Städte wurden durch dieses Gesetz nicht betroffen. Die alten Kreise Kleve und Geldern waren hinsichtlich ihrer gemeindlichen Struktur bereits durch die Gesetze vom 11. März 1969, die Kreise Rees und Moers durch die Gesetze vom 24. Juni 1969 neu gegliedert worden.
Die Städte Emmerich, Rheinberg und Wesel wurden durch Eingliederung benachbarter Gemeinden sowie weiterer Gemeindeteile erweitert.
Durch Zusammenschluss jeweils mehrerer Gemeinden wurden die Gemeinden Hünxe, Hamminkeln (Stadt seit 1995), Rees (Stadt) und Schermbeck neu gebildet.
Die Städte Dinslaken, Voerde (Niederrhein), Kamp-Lintfort, Xanten und die Gemeinde Alpen wurden durch Teile angrenzender Gemeinden erweitert; teilweise gab es auch Gebietsaustausche.
Auf der Kreisebene wurden im Wesentlichen die Gemeinden der früheren Kreise Kleve und Geldern mit den Städten Emmerich und Rees zum neuen Kreis Kleve vereinigt. Die Gemeinden der Kreise Dinslaken, Moers und Rees, die nicht durch das Ruhrgebiet-Gesetz in die Stadt Duisburg eingegliedert wurden, wurden zum neuen Kreis Wesel zusammengeschlossen.

### Münster/Hamm-Gesetz
Am 26. Juli 1974 wurde dann das Gesetz zur Neugliederung der Gemeinden und Kreis des Neugliederungsraumes Münster/Hamm vom 9. Juli 1974 verkündet. Gegenstand des Gesetzes war die Neugliederung des Münsterlandes, der Stadt Hamm und der Soester Börde.
Die kreisfreie Stadt Münster wurde um die Umlandgemeinden Albachten, Amelsbüren, Angelmodde, Handorf, Hiltrup, Nienberge, Roxel, Sankt Mauritz und Wolbeck erweitert.
Die Städte Bockum-Hövel, Hamm und Heessen sowie die Gemeinden Pelkum, Rhynern und Uentrop wurden zu einer neuen kreisfreien Stadt Hamm zusammengeschlossen.
Benachbarte Gemeinden oder Gemeindeteile wurden in die Städte Ahlen, Bad Sassendorf, Billerbeck, Bocholt, Coesfeld, Drensteinfurt, Emsdetten, Ennigerloh, Greven, Havixbeck, Lengerich, Lippstadt, Oelde, Telgte sowie Gemeinden Heiden, Ladbergen, Lienen, Lippetal, Mettingen, Neuenkirchen, Ostbevern, Recke, Reken und Wettringen eingegliedert.
Aus mehreren Städten und Gemeinden neu gebildet wurden die Städte Ahaus, Beckum, Dülmen, Erwitte, Geseke, Gronau (Westf.), Hörstel, Ibbenbüren, Isselburg, Lüdinghausen, Olfen, Rheine, Rüthen, Sendenhorst, Steinfurt, Tecklenburg, Velen, Warendorf und Warstein sowie Gemeinden Anröchte, Ascheberg, Everswinkel, Hopsten, Lotte, Nordkirchen, Nottuln, Raesfeld, Rosendahl, Senden und Wadersloh.
Im Bereich der Kreise wurden gebildet
- der Kreis Warendorf als Nachfolger der Kreise Beckum und Warendorf,
- der Kreis Steinfurt als Nachfolger der Kreise Steinfurt und Tecklenburg,
- der Kreis Coesfeld als Nachfolger der Kreise Coesfeld und Lüdinghausen,
- der Kreis Borken als Nachfolger der Kreise Ahaus und Borken unter Einschluss der bislang kreisfreien Stadt Bocholt,
- der Kreis Soest als Nachfolger der Kreise Lippstadt und Soest.

### Düsseldorf-Gesetz
Durch das Gesetz zur Neugliederung der Gemeinden und Kreise des Neugliederungsraumes Mönchengladbach/Düsseldorf/Wuppertal vom 10. September 1974 wurde der südliche Regierungsbezirk Düsseldorf neu gegliedert.
Die kreisfreien Städte Mönchengladbach und Rheydt, die ab 1929 schon einmal kurzzeitig miteinander vereinigt waren, sowie die Gemeinde Wickrath wurden mit Teilen angrenzender Gemeinden zu einer neuen kreisfreien Stadt Mönchengladbach zusammengeschlossen.
Die bisher kreisfreie Stadt Neuss wurde um die Gemeinden Holzheim, Norf und Rosellen und Teile angrenzender Gemeinden erweitert, verlor jedoch die Kreisfreiheit und war seitdem bis ca. 2020 die größte kreisangehörige Stadt Deutschlands.
In die kreisfreie Stadt Krefeld wurden aus der Stadt Meerbusch die früheren Gemeinden Nierst, Lank-Latum, Langst-Kierst, Ossum-Bösinghoven und Strümp sowie der Stadtteil Hüls der Stadt Kempen eingegliedert. Die Eingliederung der Meerbuscher Stadtteile wurde am 21. Dezember 1974 – nur anderthalb Wochen vor Inkrafttreten des Gesetzes – durch einstweilige Verfügung des Verfassungsgerichtshofs für das Land Nordrhein-Westfalen zunächst ausgesetzt. Am 13. September 1975 erklärte der Verfassungsgerichtshof die Auflösung der Stadt Meerbusch insgesamt aus formalen Gründen für verfassungswidrig und nichtig.
Die kreisfreie Stadt Düsseldorf wurde durch Eingliederung des Restes der Stadt Meerbusch, der Stadt Monheim und der Gemeinde Angermund sowie der Gemeinden Hasselbeck-Schwarzbach, Hubbelrath und Wittlaer und Teile von Erkrath und Hilden vergrößert. Auch insoweit wurde die Eingliederung von Meerbusch durch den Verfassungsgerichtshof durch dieselben Entscheidungen zunächst ausgesetzt und dann aufgehoben. Zudem wurde auch die zwischenzeitlich vollzogene Eingemeindung von Monheim durch Urteil vom 6. Dezember 1975 für verfassungswidrig erklärt. Der Verfassungsgerichtshof sah sich jedoch außer Stande, insoweit die Nichtigkeit des Gesetzes festzustellen, da der Rhein-Wupper-Kreis zwischenzeitlich aufgelöst worden war, sodass die kreisangehörige Stadt Monheim ansonsten kreislos geworden wäre.
Die kreisfreie Stadt Mülheim an der Ruhr wurde um Teile der Gemeinde Breitscheid erweitert. Die kreisfreie Stadt Wuppertal erhielt die Gemeinde Schöller und Teile von Neviges und Wülfrath. In die kreisfreie Stadt Solingen wurde die Stadt Burg an der Wupper eingegliedert. Die kreisfreie Stadt Remscheid erhielt Teile von Wermelskirchen und Hückeswagen.
Weiterhin wurden die Städte Dormagen, Erkrath, Grevenbroich, Jüchen, Kaarst, Korschenbroich, Ratingen und Velbert sowie die Gemeinde Rommerskirchen durch Zusammenschluss mehrerer Gemeinden, teilweise unter Einschluss von Teilen weiterer Gemeinden, neu gebildet. Um angrenzende Gemeinden oder Teile davon erweitert wurden Haan, Heiligenhaus, Hilden, Mettmann und Wülfrath.
Im Bereich der Kreise wurde die Gemeinde Niederkrüchten in den Kreis Kempen-Krefeld eingegliedert, der in Kreis Viersen umbenannt und dessen Kreisverwaltung von Kempen nach Viersen verlegt wurde. Die vormals kreisfreie Stadt Neuss wurde in den Kreis Grevenbroich eingegliedert und dessen Kreisstadt, weswegen sein Name in Kreis Neuss geändert wurde. Der Kreis Düsseldorf-Mettmann wurde um die Stadt Langenfeld (Rheinland) erweitert und in Kreis Mettmann umbenannt.

### Köln-Gesetz
Das Gesetz zur Neugliederung der Gemeinden und Kreise des Neugliederungsraumes Köln vom 5. November 1974 wurde am 27. September 1974 vom Landtag angenommen.
In die kreisfreie Stadt Köln wurden die Städte Porz am Rhein und Wesseling sowie die Gemeinden Lövenich, Rodenkirchen und Sinnersdorf eingegliedert. Auch Frechen-Marsdorf und Brauweiler-Widdersdorf kamen zu Köln. Es gab weitere kleine Gebietsberichtungen. Lövenich-Königsdorf kam zur Stadt Frechen und der Ort Sinnersdorf zu Pulheim.

Die Landesregierung hatte vorgeschlagenen, Hürth-Efferen Köln anzugliedern. Dieser Vorschlag wurde im Laufe des Gesetzgebungsverfahrens abgelehnt. Wesseling wurde zunächst eingegliedert. Der Verfassungsgerichtshof für das Land Nordrhein-Westfalen urteilte aber am 6. Dezember 1975, dass diese verfassungswidrig war; die Eingliederung wurde deshalb zum 1. Juli 1976 aufgehoben.

Durch Zusammenschluss der kreisfreien Stadt Leverkusen mit der Stadt Bergisch Neukirchen und mit Opladen  (bis dato Kreisstadt des Rhein-Wupper-Kreises) wurde eine neue kreisfreie Stadt Leverkusen gebildet, in die zudem der Ortsteil Monheim-Hitdorf und einige Parzellen von Köln, Langenfeld, Burscheid und Leichlingen eingegliedert wurden. Diese Regelung entspricht dem ursprünglichen Entwurf der Landesregierung, während zwischenzeitlich der Landtagsausschuss stattdessen die Eingemeindung von Bergisch Neukirchen nach Opladen und die Eingliederung der Stadt Leverkusen in den Rheinisch-Bergischen Kreis empfohlen hatte. In der zweiten Lesung des Gesetzes am 25. September 1974 wurde auf Anträge von Abgeordneten der CDU und der SPD der Vorschlag der Landesregierung wiederhergestellt.
Neu gebildet durch Zusammenschluss verschiedener Gemeinden wurden Bedburg, Bergheim, Bergisch Gladbach, Elsdorf, Engelskirchen, Kerpen, Kürten, Pulheim, Wermelskirchen und Wipperfürth.
Gebietserweiterungen – teilweise bei Gebietsverlusten an anderer Stelle – erhielten Brühl, Burscheid, Frechen, Gummersbach, Hürth, Kierspe (welches zum Neugliederungsraum Sauerland/Paderborn gehörte), Leichlingen (Rheinland), Lindlar, Marienheide, Nörvenich (zum Neugliederungsraum Aachen gehörend), Odenthal, Overath, Rösrath, Solingen (zum Neugliederungsraum Mönchengladbach/Düsseldorf/Wuppertal gehörend) und Wiehl.
Die bestehenden Kreise, nämlich die Kreise Bergheim (Erft), Köln, der Oberbergische Kreis, der Rheinisch-Bergische Kreis und der Rhein-Wupper-Kreis wurden aufgelöst. An ihrer Stelle wurden ein neuer Rheinisch-Bergischer Kreis, ein neuer Oberbergischer Kreis und der Erftkreis gebildet.
Der Rheinisch-Bergische Kreis entsprach dem alten Kreis gleichen Namens, jedoch ohne die nach Köln eingemeindete Stadt Porz sowie die Gemeinden Engelskirchen, Lindlar und Wipperfürth. Dafür erhielt er aus dem aufgelösten Rhein-Wupper-Kreis die Gemeinden Burscheid, Leichlingen und Wermelskirchen.
Der Oberbergische Kreis entstand durch Erweiterung des alten Kreises dieses Namens um Engelskirchen, Lindlar und Wipperfürth aus dem Rheinisch-Bergischen Kreis und Hückeswagen und Radevormwald aus dem Rhein-Wupper-Kreis.
Der Erftkreis schloss die Gemeinden der bisherigen Kreise Bergheim und Köln – soweit nicht in die Stadt Köln eingemeindet – mit der Stadt Erftstadt aus dem Kreis Euskirchen zusammen.

### Sauerland/Paderborn-Gesetz
Das letzte der Neugliederungsgesetze des 2. Neugliederungsprogrammes war das Gesetz zur Neugliederung der Gemeinden und Kreise des Neugliederungsraumes Sauerland/Paderborn (Sauerland/Paderborn-Gesetz) vom 5. November 1974. Es betraf das heutige Gebiet der Stadt Hagen sowie der Kreise Hochsauerlandkreis, Höxter, Märkischer Kreis, Olpe, Paderborn und Siegen-Wittgenstein sowie angrenzende Teilgebiete. Der Kreis Olpe wurde durch die Reform allerdings kaum betroffen.
In die Stadt Hagen wurden die Stadt Hohenlimburg und die Gemeinden Berchum und Garenfeld sowie Teile der Gemeinde Waldbauer sowie der Städte Breckerfeld (Dahl), Ennepetal (Hasperbach) sowie kleinere Flächen von Nachrodt-Wiblingwerde und Dortmund eingegliedert.
Durch Zusammenschluss mehrerer Gemeinden wurden die Städte Arnsberg, Balve, Bad Berleburg, Borgentreich, Brilon, Büren, Delbrück, Erndtebrück, Hallenberg, Hemer, Iserlohn, Laasphe, Lichtenau, Marsberg, Menden (Sauerland), Meschede, Olsberg, Paderborn, Salzkotten, Schmallenberg, Siegen, Sundern (Sauerland), Warburg, Willebadessen, Winterberg und Wünnenberg sowie die Gemeinden Altenbeken, Bestwig, Borchen und Eslohe (Sauerland) neu gebildet.
Durch Eingliederung von benachbarten Gemeinden oder Gemeindeteilen wurden die Städte Bad Driburg, Brakel, Breckerfeld, Neuenrade und Rietberg sowie die Gemeinde  Hövelhof erweitert.
Grenzänderungen erfuhren die Städte Bad Lippspringe, Dortmund, Lennestadt und Schwerte sowie die Gemeinden Finnentrop und Schlangen.
Im Bereich der Kreise wurden der Hochsauerlandkreis als Nachfolger der Kreise Arnsberg, Brilon und Meschede, der Märkische Kreis als Nachfolger der Kreise Iserlohn und Lüdenscheid, der Kreis Siegen als Nachfolger der Kreise Siegen und Wittgenstein, der Kreis Paderborn als Nachfolger der Kreise Büren und Paderborn und der Kreis Höxter als Nachfolger der Kreise Höxter und Warburg neu gebildet. Anfang 1984 erhielt der Kreis Siegen seinen heutigen Namen Kreis Siegen-Wittgenstein.
Im gemeinsamen Gebietsänderungsvertrag der Altkreise Warburg und Höxter vom 24. Juli 1974 zur Kreisneugliederung wurde in § 1 vereinbart, den gemeinsamen neuen Kreis als Kreis Brakel zu benennen mit Sitz in Brakel. Dieser Vertrag wurde vom Kreistag Höxter in der Sitzung am 23. Juli 1974 bzgl. § 1 mit 24 Ja- gegen 18 Nein-Stimmen bei einer Stimmenthaltung sowie zu den §§ 2–19 bei zwei Gegenstimmen und einer Enthaltung angenommen. Trotz der Zustimmung des Kreistages Warburg zu diesem Gebietsänderungsvertrag wurde bei der Landtagsentscheidung zum Sauerland/Paderborn-Gesetz dort mit knapper Mehrheit für den Kreisnamen Kreis Höxter und den Sitz in Höxter gestimmt und damit gegen den vorher vereinbarten Gebietsänderungsvertrag entschieden. Auch eine Benennung des neuen Kreises als Kreis Höxter-Warburg, vergleichbar der Benennung des ein Jahr zuvor neu gebildeten Kreises Minden-Lübbecke, fand keine Zustimmung im Düsseldorfer Landtag.

### Neugliederungs-Schlussgesetz
Durch das Neugliederungs-Schlußgesetz wurden Regelungen zum Übergang auf die neue Gemeindestruktur getroffen. Diese betrafen insbesondere die vorläufige Haushalts- und Finanzplanung, die Fortgeltung von Flächennutzungs- und Gebietsentwicklungsplänen, die Besetzung von Beschlussgremien sowie die Überleitung des kommunalen Personals auf die neuen Gemeinden. Die Bezirke der Kreispolizeibehörden wurden neu beschrieben, ebenso die Mitgliederstruktur des Siedlungsverbandes Ruhrkohlenbezirk. Schließlich erfolgten Änderungen des Braunkohlegesetzes und des Schulverwaltungsgesetzes sowie die Aufhebung der mit der Auflösung aller Ämter gegenstandslos gewordenen Amtsordnung.

## Korrekturen durch den Verfassungsgerichtshof

### Gladbeck
Mit Urteil vom 6. Dezember 1975 stellte der Verfassungsgerichtshof für das Land Nordrhein-Westfalen auf die Verfassungsbeschwerde der Stadt Gladbeck die Nichtigkeit des § 5 des Ruhrgebiet-Gesetzes fest, durch den die neue Stadt Bottrop gebildet worden war. Hierdurch entstanden mit sofortiger Wirkung – bzw. juristisch mit Rückwirkung zum Inkrafttreten des Gesetzes – die kreisfreien Städte Bottrop und Gladbeck sowie die Gemeinde Kirchhellen wieder. Da diese über keine funktionsfähigen Organe verfügten, ordnete das Gericht für einen Übergangszeitraum bis zum 31. März 1976 die gemeinsame Verwaltung durch die Organe der neuen Gemeinde  Bottrop an. Für den Fall, dass bis zum Ablauf dieser Frist ein Gesetzentwurf zur Neugliederung dieser drei Gemeinden in den Landtag eingebracht würde, verlängerte sich diese Frist um weitere 3 Monate.
Die Landesregierung schlug daraufhin vor, die ehemalige Stadt Bottrop sowie den Ortsteil Grafenwald der Gemeinde Kirchhellen nach Essen und die ehemalige Stadt Gladbeck sowie den Rest von Kirchhellen nach Gelsenkirchen einzugliedern. Dieser Vorschlag wurde alleine von der Stadt Gelsenkirchen befürwortet. Die Städte Essen, Bottrop und Gladbeck sowie die Gemeinde Kirchhellen lehnten ihn ab. Die Landesregierung sah jedoch zu diesem Vorschlag keine Alternativen, da Bottrop und Gladbeck jeweils für sich als kreisfreie Städte zu klein seien und eine Eingliederung dieser Städte in den Kreis Recklinghausen diesen mit rund 750.000 Einwohnern zu groß werden ließe, andererseits aber auch eine Aufteilung des Kreises Recklinghausen – etwa in einen Kreis Recklinghausen und einen Kreis Marl – nicht sinnvoll wäre.
An ihrer ablehnenden Haltung hielten die betroffenen Gemeinden auch im weiteren Gesetzgebungsverfahren, insbesondere den Anhörungen durch den zuständigen Landtagsausschuss fest. Jedoch zeichnete sich hier etwas Bewegung ab:
- Bottrop befürwortete eine Neuauflage von Glabotki oder, wenn eine Vereinigung mit Gladbeck weiterhin ausgeschlossen wäre, jedenfalls eine Vereinigung mit Kirchhellen-Grafenwald, besser noch mit der ganzen Gemeinde Kirchhellen;
- Gladbeck wollte primär eine kreisfreie Stadt bleiben, eine Einkreisung in den Kreis Recklinghausen wurde der Vereinigung mit Gelsenkirchen oder Bottrop vorgezogen;
- Kirchhellen wollte eine eigenständige Gemeinde im vorgenannten Kreis bleiben, wenn dieses aber nicht haltbar wäre, zumindest vollständig einer anderen Gemeinde zugeordnet werden, wobei wegen des Ortsteils Grafenwald eine Vereinigung von ganz Kirchhellen mit Bottrop als besonders realisierbar eingeschätzt wurde;
- der Kreis Recklinghausen lehnte die weitere Eingliederung von Gemeinden, Kirchhellen (das de jure in diesem Moment weiterhin zum Kreis Recklinghausen gehörte) eingeschlossen, ab.

Aufgrund dessen empfahl der Landtagsausschuss als Kompromiss die Schaffung einer atypisch kleinen kreisfreien Stadt Bottrop, bestehend aus Bottrop und (ganz) Kirchhellen, sowie die Einkreisung von Gladbeck nach Recklinghausen. Diese Lösung wurde am 20. Mai 1976 vom Landtag bestätigt, am 16. Juni 1976 verkündet und trat am 1. Juli 1976 in Kraft.

### Meerbusch
Die Zukunft der erst 1970 durch das Gesetz zur Neugliederung des Kreises Kempen-Krefeld und der kreisfreien Gemeinde  Viersen geschaffenen Stadt Meerbusch war Gegenstand einer besonders wechselhaften Meinungsbildung und Entscheidungsfindung. Die wohlhabende Stadt hatte insbesondere die Begehrlichkeiten der benachbarten Großstädte Düsseldorf und Krefeld geweckt.
Im Gesetzentwurf der Landesregierung für das Düsseldorf-Gesetz war noch vorgesehen, dass der Bestand der Stadt Meerbusch völlig unberührt bleiben sollte.
In der Anhörung der betroffenen Gemeinden und Kreise des Neugliederungsraumes am 29. April 1974 in Mönchengladbach äußerten sowohl die Stadt Krefeld als auch die Stadt Düsseldorf Begehrlichkeiten, die Stadt Meerbusch wieder aufzulösen und auf diese beiden Städte aufzuteilen. In der Ausschusssitzung am 28. Mai 1974 war noch kein einheitliches Meinungsbild hinsichtlich der Zukunft der Stadt Meerbusch feststellbar. Auch am 5. Juni 1974 war noch keine Tendenz feststellbar. Die Beschlussempfehlung des Ausschusses sah letztlich weiterhin keine Änderungen im Bestand der Stadt Meerbusch vor. Auch in der zweiten Lesung des Landtages am 12. Juni 1974 wurden keine entsprechenden Anträge gestellt. Jedoch kündigte der CDU-Abgeordnete Bernhard Worms an, „daß wir, wenn nicht heute, so bei der dritten Lesung die Frage einer Erweiterung der Stadt Düsseldorf in Richtung Meerbusch ansprechen werden.“ Der FDP-Abgeordnete Herbert Neu äußerte zur Stadt Meerbusch: „Ohne Zweifel wird von vielen die Meinung vertreten, daß die Stadt auf der Basis der heutigen Erkenntnisse zu den Neuordnungsprinzipien eine Fehlentscheidung war. Man kann - wenn man die Stadt Meerbusch im Zusammenhang mit den Problemen um die Stadt Düsseldorf herum beurteilt - sehr wohl zu der Entscheidung kommen, den Fehler des Jahres 1969 zu korrigieren.“
Dennoch blieb auch nach der 2. Lesung des Gesetzes die Stadt Meerbusch jedenfalls in ihrem Bestand unangetastet. Zur 3. Lesung legte der zuständige Ausschuss jedoch eine Beschlussvorlage vor, in der es hieß: „Einstimmig beschloß der Ausschuß, die Stadt Meerbusch in die Stadt Düsseldorf einzugliedern. Ausgenommen hiervon sind der Gebietsteil südlich der Autobahn, der nach Neuss einbezogen werden soll, und die Ortsteile Ossum-Bösinghoven, Lank-Latum, Nierst und Langst-Kierst, die in die Stadt Krefeld einzubeziehen sind.“ Eine Gruppe um den Korschenbroicher CDU-Abgeordneten Hans-Ulrich Klose brachte zur entscheidenden Sitzung am 10. Juli 1974 noch einen Änderungsantrag ein, die Stadt Meerbusch nicht aufzulösen. Dieser wurde jedoch mit 61 gegen 118 Stimmen bei 13 Enthaltungen abgelehnt. Damit schien das Schicksal der Gemeinde  Meerbusch besiegelt.
Die Stadt Meerbusch rief daraufhin den Verfassungsgerichtshof für das Land Nordrhein-Westfalen an. Am 21. Dezember 1974 beschloss dieser, das Düsseldorf-Gesetz hinsichtlich der Stadt Meerbusch einstweilen auszusetzen. Maßgeblich hierfür war, dass durch die Gründung der Stadt Meerbusch nur fünf Jahre zuvor ohnehin schon neugegliedert worden war, sodass eine provisorische Eingliederung im Falle einer nachträglichen Wiederausgliederung als besonders nachteilig eingeschätzt wurde. Mit Urteil vom 13. September 1975 stellte der Verfassungsgerichtshof schließlich auch die Nichtigkeit der Auflösung von Meerbusch fest. Jedoch waren hierfür lediglich Mängel des Gesetzgebungsverfahrens, nicht aber der Entscheidung selbst ausschlaggebend.
Die Landesregierung unternahm einen neuerlichen Versuch, die Stadt Meerbusch entsprechend dem früheren Gesetzesbeschluss auf die Städte Düsseldorf und Krefeld aufzuteilen, und brachte einen entsprechenden Gesetzesentwurf in den Landtag ein. In zweiter Lesung am 19. Mai 1976 wurde der Antrag einer Gruppe um den Abgeordneten Hans-Ulrich Klose angenommen, die Stadt Meerbusch nicht auf die Städte Düsseldorf und Krefeld aufzuteilen. Ein Gruppenantrag, die Beschlussempfehlung des Ausschusses zur 2. Lesung wiederherzustellen wurde mit der denkbar knappen Mehrheit von 92 zu 94 Stimmen bei 7 Enthaltungen abgelehnt. Damit blieb die Stadt Meerbusch bestehen.

### Monheim
Die Stadt Monheim im Rhein-Wupper-Kreis lag an der Schnittstelle zwischen den Großräumen Düsseldorf und Köln. Die Gesetzentwürfe der Landesregierung sahen dabei vor, den Stadtteil Hitdorf in die neue Stadt Leverkusen und den Stadtteil Baumberg nach Düsseldorf einzugliedern; der Rest der Stadt  (also der Stadtteil Monheim selbst) sollte mit der Stadt Langenfeld zusammengeschlossen werden. Obwohl im zuständigen Ausschuss auch Alternativen diskutiert wurden, insbesondere auch die Erhaltung Monheims als selbständige Stadt, aber auch die Eingliederung nicht nur Baumbergs, sondern auch von Monheim-Mitte nach Düsseldorf, blieb es zur zweiten Lesung des Gesetzes auch in der Beschlussempfehlung des Ausschusses, die Stadt  Monheim dreizuteilen, also Baumberg nach Düsseldorf und Hitdorf nach Leverkusen einzugliedern und Monheim mit Langenfeld zusammenzuschließen.
Zur 2. Lesung am 12. Juni 1974 lag ein Änderungsantrag von 34 SPD-Abgeordneten vor, Monheim und Baumberg zusammen mit Langenfeld zusammenzuschließen. Dieser wurde jedoch mehrheitlich abgelehnt. Um Baumberg und Monheim-Mitte nicht voneinander zu trennen, schlug der Ausschuss zur 3. Lesung vor, ganz Monheim (ohne Hitdorf) nach Düsseldorf einzugemeinden.
Ein nochmaliger Änderungsantrag von 46 SPD-Abgeordneten, Baumberg und Monheim mit Langenfeld zusammenzuschließen, wurde in der 3. Lesung am 10. Juli 1974 abgelehnt. Monheim und Baumberg wurden damit zum 1. Januar 1975 Stadtteile von Düsseldorf.
Hiergegen erhob die Stadt Monheim Verfassungsbeschwerde beim Verfassungsgerichtshof für das Land Nordrhein-Westfalen. Dieser urteilte am 6. Dezember 1975, dass das Düsseldorf-Gesetz, soweit es die Stadt Monheim betrifft, mit der Verfassung unvereinbar ist. Soweit die Verfassungsbeschwerde sich auch gegen das Köln-Gesetz (also die Eingliederung von Hitdorf nach Leverkusen) richtete, wurde sie zurückgewiesen. Das Gericht ordnete auch insoweit eine Neuregelung bis zum 30. Juni 1976 an. Maßgeblich war für den Verfassungsgerichtshof, dass die Eingliederung Monheims und Baumbergs nach Düsseldorf erkennbar nicht erforderlich war, nachdem die Eingliederung bzw. der Zusammenschluss mit Langenfeld ebenso geeignet und von der Stadt Monheim vorgezogen worden war.
Der von der Landesregierung daraufhin am 21. März 1976 in den Landtag eingebrachte Gesetzentwurf sah vor, die Stadtteile Baumberg und Monheim mit Ausnahme der Urdenbacher Kämpe aus der Stadt Düsseldorf wieder aus- und in die Stadt Langenfeld einzugliedern. Während die Städte Düsseldorf und Monheim eine Wiederausgliederung Monheims befürworteten bzw. dieser zustimmten, lehnten Monheim und Langenfeld die Eingliederung Monheims nach Langenfeld ab. Zur 2. Lesung legte der Landtagsausschuss eine insoweit mit knapper Mehrheit von 11:10 (kein Zusammenschluss mit Langenfeld) bzw. 12:8 (selbständige Gemeinde) angenommene Beschlussempfehlung vor, nach der die aus Düsseldorf auszugliedernden Stadtteile Baumberg und Monheim zusammen eine selbständige Stadt Monheim im Kreis Mettmann bilden sollten. In der Sitzung des Landtages vom 19. Mai 1976 wurde die Grenzziehung nochmals zugunsten von Monheim korrigiert. Am 20. Mai 1976 stimmte der Landtag dem Gesetz zu, das am 1. Juni 1976 ausgefertigt und am 15. Juni 1976 verkündet wurde, so dass es am 1. Juli 1976 in Kraft trat. Damit wurde Monheim zum 1. Juli 1976 wieder eine selbständige Stadt und in den Kreis Mettmann eingegliedert.

### Wesseling
Am 1. Januar 1975 wurde die Stadt Wesseling durch § 1 Abs. 1 des Köln-Gesetzes in die Stadt Köln eingemeindet, erhielt aber nach erfolgreicher Klage beim Verfassungsgerichtshofs für das Land Nordrhein-Westfalen (Urteil vom 6. Dezember 1975) durch das Wesseling-Gesetz ihre Selbständigkeit am 1. Juli 1976 wieder zurück. Sie ist seitdem eine kreisangehörige Stadt im Erftkreis (jetzt Rhein-Erft-Kreis). Die Stadt Köln verlor damals den Status als Millionenstadt, den sie mittlerweile wiedererlangt hat.

## Maßnahmen nach Abschluss der Gebietsreform
Die Gebietsreform verfolgte insbesondere die Stärkung der Verwaltungskraft der Kreise und Gemeinden, indem größere Einheiten geschaffen wurden. Durch Schaffung größerer Verwaltungen konnte eine größere Spezialisierung erreicht werden. Dieses hatte zur Folge, dass mehr Aufgaben von den Kreisen an die kreisangehörigen Gemeinden übertragen werden konnten, da nunmehr auch die Gemeinden die notwendige Verwaltungskraft hatten. Hierbei wählte der Gesetzgeber eine gestufte Zuständigkeitsverlagerung. Ein Teil der Aufgaben konnte auf alle kreisangehörigen Gemeinden übertragen werden, andere Aufgaben erschienen nur für Gemeinden ab einer mittleren Größe geeignet, und schließlich gab es solche, die nur auf besonders große Städte in der Größenordnung der früheren kleinen kreisfreien Städte übertragen werden sollten.
Diese Maßnahmen wurden in drei Gesetzen zur Funktionalreform in den Jahren 1978, 1979 und 1984 umgesetzt.